# C11orf58
C11orf58 (англ. Chromosome 11 open reading frame 58) – білок, який кодується однойменним геном, розташованим у людей на короткому плечі 11-ї хромосоми. Довжина поліпептидного ланцюга білка становить 183 амінокислот, а молекулярна маса — 20 333.
| 10         |  | 20         |  | 30         |  | 40         |  | 50         |
| ---------- |  | ---------- |  | ---------- |  | ---------- |  | ---------- |
| MSAARESHPH |  | GVKRSASPDD |  | DLGSSNWEAA |  | DLGNEERKQK |  | FLRLMGAGKK |
| EHTGRLVIGD |  | HKSTSHFRTG |  | EEDKKINEEL |  | ESQYQQSMDS |  | KLSGRYRRHC |
| GLGFSEVEDH |  | DGEGDVAGDD |  | DDDDDDSPDP |  | ESPDDSESDS |  | ESEKEESAEE |
| LQAAEHPDEV |  | EDPKNKKDAK |  | SNYKMMFVKS |  | SGS        |  |            |

A: Аланін

C: Цистеїн

D: Аспарагінова кислота

E: Глутамінова кислота

F: Фенілаланін

G: Гліцин

H: Гістидин

I: Ізолейцин

K: Лізин

L: Лейцин

M: Метіонін

N: Аспарагін

P: Пролін

Q: Глутамін

R: Аргінін

S: Серин

T: Треонін

V: Валін

W: Триптофан

Кодований геном білок за функцією належить до фосфопротеїнів. 
Задіяний у такому біологічному процесі, як ацетилювання. 